# إلمان جويل ساندوفال
إلمان جويل ساندوفال هو سياسي هندوراسي، ولد في 27 فبراير 1972. نشط حزبياً في الحزب الليبرالي الهندوراسي. وقد انتخب نائب في المؤتمر الوطني في هندوراس ‏.